# Roger Hansson
Kent Roger Hansson (* 13. Juli 1967 in Helsingborg) ist ein ehemaliger schwedischer Eishockeyspieler und derzeitiger -trainer sowie -funktionär, der zwischen 1984 und 2003 für Malmö IF in der schwedischen Elitserien, Rögle BK in der HockeyAllsvenskan sowie die Kassel Huskies in der Deutschen Eishockey Liga spielte. Mit der schwedischen Nationalmannschaft gewann er bei den Olympischen Winterspielen 1994 die Goldmedaille.

## Karriere

### Spielerkarriere
Hansson spielte bereits in seiner Jugend erfolgreich Eishockey bei Rögle BK, sodass ihn vor Beginn der Saison 1987/88 die Vancouver Canucks aus der National Hockey League unter Vertrag nahmen, die ihn im NHL Entry Draft 1987 in der elften Runde an 213. Position ausgewählt hatten. Allerdings absolvierte der Stürmer kein einziges NHL-Spiel für die Canucks.
Der gebürtige Schwede stürmte von 1991 bis 1996 fast 200 Spiele für Malmö IF in den Elitserien – der höchsten schwedischen Eishockeyliga – und überzeugte dort in fünf Jahren mit über 100 Scorerpunkten. 1992 wurde er mit Malmö erstmals Schwedischer Meister und konnte im selben Jahr den Europapokal im Eisstadion an der Brehmstraße gewinnen. Zudem gewann er mit der schwedischen Nationalmannschaft bei den Olympischen Winterspielen 1994 im Eishockey die Goldmedaille.
Nachdem er zur Saison 1996/97 zu den Kassel Huskies in die Deutsche Eishockey Liga wechselte, erlangte er mit den Nordhessen noch in der gleichen Spielzeit den Gewinn der deutschen Vizemeisterschaft. Zwar waren die darauf folgenden Jahre in Deutschland weniger erfolgreich, doch schafften er und sein Team unter dem damaligen Trainer Hans Zach im Jahre 2000 und 2001 jeweils den Einzug ins Play-off-Halbfinale.

### Trainer- und Funktionärskarriere
Nach fünf Spieljahren in Kassel und über 230 DEL-Spielen mit über 120 Scorerpunkten zog es ihn zurück nach Schweden, wo er beim Rögle BK seine Karriere beendete und dort zum Geschäftsführer des Vereins wurde. Seine Mannschaft aus Ängelholm schaffte im Jahre 2008 den Aufstieg in die Elitserien. In dieser Position war er bis 2010 tätig, ehe Hansson im Anschluss zwei Spielzeiten als Assistenztrainer beim Rögle BK tätig war.
Zur Saison 2019/20 wurde er vom Schweizer Swiss-League-Verein EVZ Academy als Cheftrainer verpflichtet. Er war in seiner Zeit in der Schweiz neben seiner Trainertätigkeit zudem als Director of Player Development beim EV Zug tätig. Im Sommer 2022 wechselte Hansson in die Deutsche Eishockey Liga und wurde Cheftrainer bei der Düsseldorfer EG, bei der er zunächst einen Vertrag bis 2024 unterschrieb. Die Zusammenarbeit wurde Ende März 2023 jedoch vorzeitig beendet. Die DEG erreichte unter seiner Leitung den siebten Platz nach der Hauptrunde und zog ins Playoff-Viertelfinale ein, wo sie in der Serie mit 1:4 am ERC Ingolstadt scheiterte.
Danach kehrte Hansson im Sommer 2023 wieder zum Rögle BK zurück und arbeitete dort zunächst als Assistenztrainer von Cam Abbott, den er bereits Mitte Dezember desselben Jahres als Cheftrainer beerbte. Nachdem er dort bis zum Frühjahr 2025 tätig geworden war, nahm er zur Saison 2025/26 den Posten eines Assisztenztrainers beim EV Zug an.

## Erfolge und Auszeichnungen
- 1992 Schwedischer Meister mit Malmö IF
- 1992 Europapokal-Gewinn mit Malmö IF
- 1994 Schwedischer Meister mit Malmö IF

### International
| - 1987 Bronzemedaille bei der Junioren-Weltmeisterschaft - 1992 Goldmedaille bei der Weltmeisterschaft - 1994 Goldmedaille bei den Olympischen Winterspielen | - 1994 Bronzemedaille bei der Weltmeisterschaft - 1995 Silbermedaille bei der Weltmeisterschaft |